# Mithu Sanyal
Mithu Melanie Sanyal (Düsseldorf, Oberbilk, 1971) és una científica humanista, periodista i escriptora alemanya. Els seus principals temes són la cultura pop, el postcolonialisme i el feminisme.

## Biografia
Mithu Sanyal nasqué el 1971 a Düsseldorf, de mare polonesa i pare indi. Estudià literatura alemanya i anglesa en la Universitat Heinrich Heine de Düsseldorf i feu el doctorat sobre la història cultural dels genitals femenins. El seu llibre Vulva prové de la seua tesi doctoral, publicat en alemany el 2009, és un treball pioner en el tema i ha estat discutit en molts mitjans.
Mithu Sanyal escriu per a la ràdio alemanya (WDR) des del 1996. També per a altres canals com ara NDR, BR, Frankfurter Rundschau, Literatures, Taz, Junge Welt, SPEX, l'Agència Federal per a l'Educació Cívica, etc., i fou editora honorària de la revista feminista Wir Frauen. Des de la publicació de la seua segona obra, Violació, Sanyal sovint ha estat convidada a col·laboracions, lectures, conferències, i debats públics.

## Publicacions
- Vulva – die Enthüllung donis unsichtbaren Geschlechts, Verlag Klaus Wagenbach, Berlín 2009, [[Special:BookSources/9783803136299|ISBN 978-3-8031-3629-9.]][11]
- amb Jasna Strick, Nicole von Horst i Yasmina Banaszczuk: Ich bin kein Sexist, aber ...“Sexismus erlebt, erklärt und wie wir ihn beenden“ (traduït: No soc sexista, però. . . "Experimentar, explicar i eliminar el sexisme"). Orlanda Verlag, Berlín, 2013, ISBN 978-3-944666-00-6.
- Vergewaltigung. Aspekte eines Verbrechens Edició Nautilus, Hamburg 2016, ISBN 978-3-96054-023-6.[12]
- A casa. En: Fatma Aydemir, Hengameh Yaghoobifarah (eds): Eure Heimat ist unser Albtraum (traduït: La teua llar és el nostre malson). Ullstein five, Berlín 2019, ISBN 978-3-96101-036-3.

## Premis
Pels seus reportatges radiofònics sobre la història cultural de la lectura, ha rebut tres voltes el premi Dietrich Oppenberg Media de la Reading Foundation. Per la seua anàlisi, Violació: aspectes d'un crim, de Lucrecia al #MeToo Sanyal rebé el premi especial al 2017 com a part del programa Humanities International.

## Controvèrsia
El 17 de febrer de 2017, l'article “Du Opfer (Tu, víctima)” de Mithu Sanyal i la periodista Marie Albrecht causà sensació en el Diari (taz). El rerefons fou una lectura el primer de febrer d'aquest mateix any al café Taz de Berlín, on un grup de persones que havien sofert una violació, li demanaren que no se'ls encasellés com a "víctimes". Aquesta discussió tingué ressò en els debats en la dècada dels 90 en l'escena feminista, i derivaren en l'encunyació del terme survivor (supervivents, en alemany überlebende).
La proposta de les dones que participaren en la conversa del café Taz fou canviar el prefix über del mot supervivent, és a dir, la partícula que dona la idea que es va escapar o va superar una possibilitat de mort, pel sufix er, que combinat amb un verb expressa la idea d'una cosa que es resol amb èxit o amb la qual cosa s'aconsegueix alguna cosa. És a dir, es proposà canviar el terme de "supervivent (überlebende) de violència sexual" per erlebende "experimentadora (en el sentit d'"haver viscut una experiència") de violència sexual". Sanyal i Albrecht introduïren aquest terme el 17 de febrer de 2017 sense intenció de reemplaçar la paraula "víctima", amb la qual es vinculen drets legals, sinó d'oferir una altra possibilitat d'autodesignació.
El bloc feminista The Troublemakers després escrigué una carta oberta en què acusaven Sanyal de banalitzar la violència sexual. No van enviar aquesta carta a Sanyal, sinó a totes les publicacions per a les quals treballa. Com a resultat, la revista mensual feminista Emma publicà un titular el 21 de febrer de 2017: “Les víctimes ja no haurien de ser anomenades víctimes”. Llocs com halle-leaks van copiar la foto de Sanyal d'Emma i hi escrigueren a sota: "El benfactor aconsella a les víctimes: la violació també pot ser una experiència. Diverteix-te!", o distorsions semblants de la seua declaració. El raonament fou que, com que Sanyal prové d'un país on la violació és legal (son pare ve de l'Índia, on la violació és, de fet, punible), recomanaria que les dones alemanyes es deixassen violar per refugiats. El lloc web dretà Philosophia Perennis acabà el seu article del 23 de febrer amb “Benvinguts a Refugistan”, uns altres amb l'adreça de Sanyal o el seu número de telèfon o un enllaç a Emma. L'AfD Saxònia criticà a Sanyal amb les mateixes paraules que els esvalotadors. El resultat en fou una tempesta mediàtica en què Sanyal rebé centenars de correus electrònics amb amenaces de violació i mort.
El llenguatge suggerit per Sanyal fou àmpliament debatutit en els mitjans alemanys, a partir d'articles negatius com “L'experiència de la violació” d'Ursula Scheer, del 24 de febrer del 2017 en el Frankfurter Allgemeine Zeitung, a articles molt personals i positius com ara "Violència sense nom", de Marion Detjen en Die Zeit del 27 de febrer del 2017. Sanyal fou àmpliament defensada per altres blocs feministes. Hannah C. escrigué el 21 de febrer del 2017 en el Bloc Equip de Xiques: “Mithu M. Sanyal, científica cultural i autora, gosà fer alguna cosa i gairebé ningú se'n va adonar. Parlà amb persones a les quals anomenen víctimes i dugué el seu desig d'autodeterminació a la premsa i, per tant, al discurs mateix”. Centenars de persones enviaren correus electrònics de solidaritat a Sanyal i la defensaren en línia, i fora. El 3 de març del 2017 en el programa Kultur heute de televisió, Sanyal confessà que “A més de la tempesta d'odi, hi hagué també una d'afecte”. Al juliol del 2019, el portal de recerca i verificació de fets Correctiv publicà la seua anàlisi amb el títol "No, Mithu Sanyal no advertí a les víctimes que la violació “també es pot experimentar”".